# Velká synagoga (Jeruzalém)
Velká synagoga v Jeruzalémě byla dokončena roku 1982. Má být trvalou připomínkou šesti milionů Židů, kteří zemřeli během holokaustu, a těm, kteří své životy položili při založení a obraně státu Izrael.

## Historie
Plány výstavby velké synagogy v Jeruzalémě se objevovaly už od roku 1923, kdy byl vrchním rabínem v britské mandátní Palestině Abraham Isaac Kook. V roce 1958 bylo vybudováno Centrum Hechal Shlomo, kde sídlí Vrchní rabinát Izraele. Uvnitř této budovy tehdy vznikla malá synagoga. S růstem židovské obce se náboženské obřady přesunuly do foyer Hechal Shlomo.
Poté byl zakoupen sousední pozemek a zahájena výstavba samostatné synagogy. Hlavním mecenášem se stal britský podnikatel Isaac Wolfson. Byla vystavěna podle projektu architekta Alexandra Friedmana, který se při jeho tvorbě nechal inspirovat podobou Druhého chrámu.
V synagoze, která disponuje 850 místy pro muže a 550 pro ženy, je k vidění jedna z největších světových sbírek mezuz.